# Stereohypnum substriatum
Stereohypnum substriatum là một loài Rêu trong họ Hypnaceae. Loài này được (Mitt.) M. Fleisch. mô tả khoa học đầu tiên năm 1908.